# Copris barclayi
Copris barclayi là một loài bọ cánh cứng trong họ Bọ hung (Scarabaeidae).